# ريتشارد براشاو
ريتشارد براشاو (بالإنجليزية: Richard Bradshaw)‏ هو محرك دمى أسترالي، ولد في 1938.

## روابط خارجية
- ريتشارد براشاو على موقع IMDb (الإنجليزية)